# Biblioteca e museo teatrale del Burcardo
La Biblioteca Teatrale SIAE e il Museo Teatrale SIAE del Burcardo sono due raccolte specializzate nella storia del teatro e dello spettacolo in generale, di proprietà della Società Italiana degli Autori ed Editori. Hanno sede a Roma.
Dal 1932, anno di apertura al pubblico, al 2017 la collezione teatrale di proprietà della Società Italiana degli Autori ed Editori è stata ospitata in via del Sudario 44, a Roma, presso il Palazzetto del Burcardo, tardo-gotico, edificato alla fine del XV secolo da Johannes Burckardt (noto col nome italianizzato di Burcardo), vescovo di origini alsaziane e cerimoniere pontificio. Dal febbraio 2017 il palazzo è stato lasciato nella disponibilità del Comune di Roma. La raccolta è nel frattempo stata spostata nella sede SIAE all’Eur, dove erano già stati trasferiti i materiali della Biblioteca, consultabili nella Sala di Lettura.

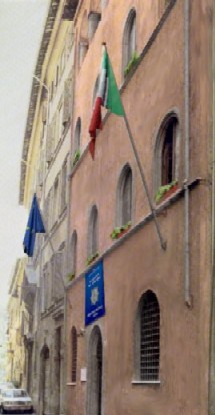
La facciata della vecchia sede della biblioteca su Via del Sudario

## Storia

### Le origini: il fondo Luigi Rasi
Il nucleo originario delle raccolte della biblioteca-museo fu la collezione privata di Luigi Rasi (1852-1918), attore, studioso di storia del teatro e per molti anni direttore della Scuola di Recitazione di Firenze.
Nel corso della sua vita, Rasi aveva raccolto documenti e cimeli di ogni genere collegati con la storia del teatro e dello spettacolo, soprattutto italiani, ma in qualche caso anche frutto di ricerche e scoperte all'estero. Del Fondo Rasi, ad esempio, fa parte una piccola collezione di preziose marionette cinesi a bacchetta del XVIII secolo, che egli acquistò durante un viaggio in Cina.
Luigi Rasi accarezzò per tutta la vita il progetto di dare vita ad un Museo del teatro italiano. Alla sua morte, la vedova Teresa Sormanni Rasi offrì la collezione al ministero della Cultura con l'intento di realizzare il progetto del marito. Il ministero, però, non si mostrò interessato. L'idea piacque invece al drammaturgo Marco Praga, allora presidente della Società Italiana degli Autori (che poi divenne Società Italiana degli Autori ed Editori). La collezione Rasi venne quindi acquistata nel 1926 e per qualche tempo rimase a deposito presso gli uffici della Società degli Autori, a Milano.
La Società degli Autori si trasferì a Roma quello stesso anno. Per dare una sede adeguata alla collezione Rasi, ottenne in concessione dal Comune di Roma il palazzetto del Burcardo. Dopo un complesso lavoro di restauro dell'edificio, la Biblioteca e Museo teatrale del Burcardo fu aperta al pubblico nel 1932 e la direzione fu affidata a Giuseppe De Rossi (1861-1945), giornalista e bibliofilo, già direttore del Bollettino della Società degli Autori.

### Anni 1930
Nel frattempo, a partire dal 1925, si erano aggiunti altri fondi al nucleo originale: il fondo del bibliofilo milanese Vicenzo Scotti, la biblioteca del critico teatrale de La Nazione Cesare Levi, acquistata nel 1931.
Nel 1933 la biblioteca acquisì il fondo Edoardo Boutet, relativo all'attività dell'importante critico e direttore artistico della Stabile Romana, e il fondo Ermete Novelli, con documenti e cimeli dell'attore. Successivamente, il commediografo Luigi Chiarelli donò al Burcardo parte della sua biblioteca personale.
Nel 1935 si aggiunsero, per donazione, l'archivio del critico Stanislao Manca e una raccolta di volumi e di carteggi del drammaturgo Valentino Soldani. Sempre agli anni trenta risale l'acquisizione del fondo Francesco Pasta (1839-1905), relativo alla sua attività di capocomico ed amministratore di compagnie teatrali. Al 1939 risalgono le acquisizioni dei fondi Adolfo Re Riccardi (1859-1943, critico, impresario e concessionario italiano del repertorio teatrale francese) e del primo nucleo del fondo Ettore Petrolini.

### Anni 1940
Giuseppe De Rossi andò in pensione nel marzo 1942; la direzione della biblioteca fu allora affidata a Guido Artom, che rimase in carica fino alla chiusura per la Seconda guerra mondiale. Nel 1944, la direzione fu assunta dal critico e studioso di storia del teatro Achille Fiocco (1905-1988), che restò in carica fino al gennaio 1970.
In questo periodo fu proseguita l'opera di catalogazione dei numerosi fondi librari e documentari e fu iniziata la raccolta sistematica delle critiche e delle recensioni degli spettacoli teatrali sulla stampa quotidiana italiana.

### Anni 1950
Nel 1954 la biblioteca acquisì da Alfredo Petrucci, già direttore del Gabinetto nazionale delle stampe, il fondo iconografico del musicista Armando Petrucci.
Altri fondi importanti acquisiti nel decennio furono l'archivio Capranica, costituito da carteggi relativi al marchese Bartolomeo Capranica (1782-1864) e al Teatro Valle di Roma; il fondo fotografico Gastone Bosio (1909-1987).

### Anni 1960
Nel 1960, si aggiunsero ai fondi della biblioteca i documenti relativi al drammaturgo e sceneggiatore Cesare Giulio Viola. L'anno seguente, Paolo Grassi, uno dei fondatori del Piccolo Teatro di Milano, donò alla biblioteca il costume di Arlecchino appartenuto a Marcello Moretti, celeberrimo interprete dell'Arlecchino servitore di due padroni diretto da Giorgio Strehler.
Nel 1969 Achille Fiocco fece acquistare dalla SIAE un primo nucleo di caricature, che andarono a costituire il fondo Umberto Onorato.

### Anno 1970
Nel gennaio 1970 subentrò alla direzione del Burcardo Cesare Branchini.
Alla fine del 1973 la biblioteca acquisì, per lascito testamentario, il fondo Carlo Emilio Gadda, composto dalla biblioteca personale dello scrittore e da alcuni documenti relativi alla sua attività di ingegnere risalenti agli anni venti.
Altri fondi acquisiti negli anni Settanta sono il fondo Raffaele Viviani (copioni e spartiti musicali); il fondo Alessandro De Stefani (1891-1970), una collezione di edizioni scespiriane e di saggistica sul drammaturgo inglese); il fondo donato nel 1979 dal regista Gerardo Guerrieri (1920-1986), fondatore del Teatro Club, costituito da opere teatrali in lingua originale; il fondo Luciano Mondolfo (1910-1978), una collezione di copioni e sceneggiature.

### Anno 1980
Nel 1983 si arricchì ulteriormente il fondo Umberto Onorato, con l'acquisto di alcune centinaia di caricature originali.
Negli anni ottanta entrò al Burcardo anche il primo nucleo del fondo Guidarino Guidi, attore e traduttore, che donò alla biblioteca la sua raccolta di locandine e programmi di sala.
Nell'aprile 1987 il Comune di Roma, dopo alcuni sopralluoghi nell'edificio di sua proprietà, dichiarò il palazzetto del Burcardo "inagibile". Il museo venne chiuso in attesa di ristrutturazione e la biblioteca poté riprendere a funzionare soltanto dopo lo spostamento, nel 1989, della sala di lettura e degli uffici nell'ala situata nell'edificio adiacente, di proprietà della Fondazione San Giuliano dei Fiamminghi. L'intero patrimonio librario fu spostato nell'unico ambiente accessibile della vecchia biblioteca, situato al di sopra degli uffici del Teatro Argentina.
In questo periodo, la consistenza delle raccolte era di circa 30 000 volumi, 1400 copioni, più di 50 000 ritagli di stampa, circa 3000 stampe e disegni, circa 30 000 fotografie, oltre a decine di migliaia di lettere e carteggi, locandine e programmi di sala.

### Anni 1990
Nel 1990 fu donato alla biblioteca il fondo Gianni Santuccio, composto da materiali e documenti relativi alla carriera artistica dell'attore. Nel 1991 si aggiunsero l'archivio teatrale dell'autore e uomo politico Guglielmo Giannini (1891-1960) e il fondo Alfredo Vanni (1879-1956), relativo all'attività del romanziere e drammaturgo.
Nell'aprile 1992 Cesare Branchini lasciava la direzione della biblioteca. Gli subentrò Maria Rosaria Gallerano, che rimase in carica fino al 1999.
Nel maggio 1992 la biblioteca acquisì il fondo Augusto Carelli (1873-1941), composto da un centinaio di bozzetti eseguiti dal pittore e scenografo per opere liriche rappresentate al Teatro Costanzi e in altri importanti teatri italiani. Sempre nel 1992, si aggiungevano il fondo Arnaldo Ninchi (1887-1974), composto da copioni appartenuti all'attore, e un fondo di carteggi delle sorelle Gramatica donato dall'attrice Franca Dominici. Nel 1993 la biblioteca acquisì il fondo Michele Galdieri (1902-1965), una consistente raccolta di testi teatrali.
Nell'aprile 1999 alla direzione della biblioteca fu nominata Maria Teresa Iovinelli, bis-nipote dell'impresario Giuseppe Jovinelli.
Nel 1999 il fondo Guidarino Guidi si arricchì di ulteriori donazioni, soprattutto copioni, volumi e documenti.
Agli anni novanta risalgono anche l'acquisizione del fondo dello scenografo Franco Laurenti (1928-1980), composto da migliaia di bozzetti di scene e costumi, quello relativo alla compagnia D'Origlia-Palmi e il fondo dedicato allo stilista John Guida (1897-1956).

### XXI secolo
Un'importante acquisizione si ebbe nel 2001 con la donazione da parte degli eredi di Ettore Petrolini dell'intero archivio raccolto durante la vita dallo stesso attore e drammaturgo. L'evento fu celebrato con una serata commemorativa al Teatro Ambra Jovinelli e con una mostra di documenti appartenenti al fondo Petrolini e all'archivio storico SIAE, anch'esso conservato al Burcardo.
Fra le ultime acquisizioni, il fondo Renzo Ricchi (1936), donato dal drammaturgo; il fondo del critico e drammaturgo Giorgio Prosperi (1911-1997), donato dal nipote Giorgio Serafini Prosperi; il fondo Aldo Nicolaj (1920-2004), donato dagli eredi; il fondo relativo agli attori Egisto Olivieri e Oreste Calabresi, donato dal nipote Bruno Darò; il fondo Warner Bentivegna, donato dall'attore stesso poco prima della sua morte. Si è inoltre arricchito ulteriormente il fondo Umberto Onorato, con l'acquisto di materiale documentario sull'attività del disegnatore. Tra le acquisizioni più recenti figurano il Fondo Edda Valente, dedicato all'omonima attrice e donato dalla sorella Francesca Valente, e il Fondo Macario, che comprende una ricca documentazione sull'attività di Erminio Macario, donata dal figlio Mauro Macario.

## Il museo

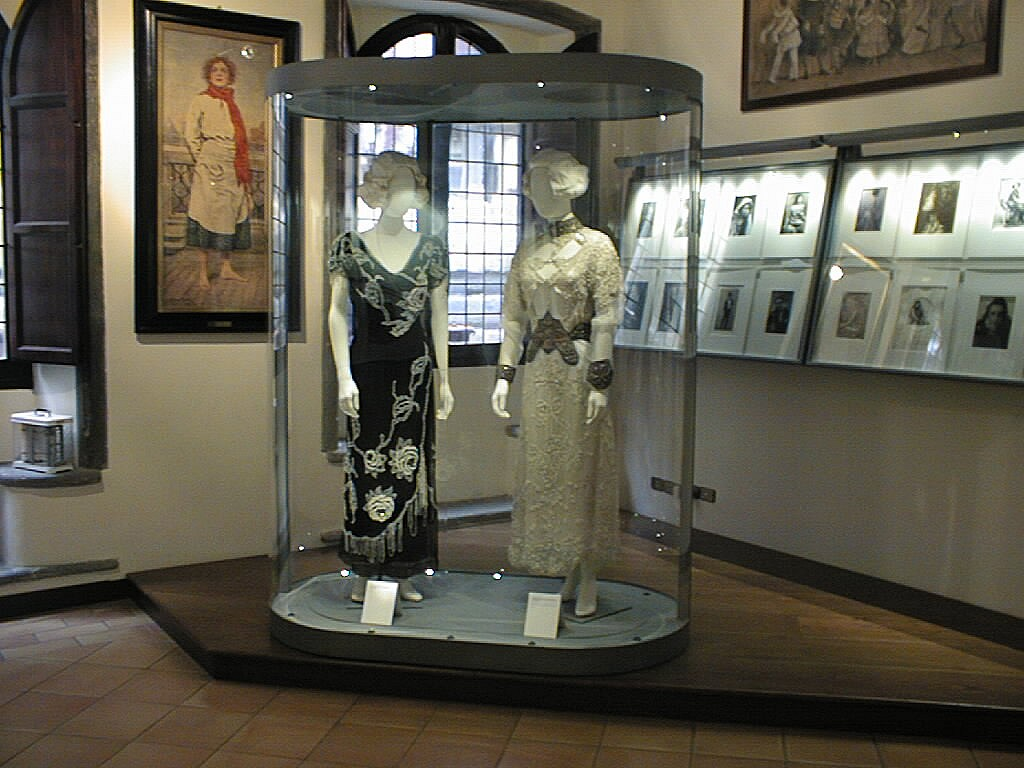
Una sala del museo nella sede precedente

Il piccolo museo annesso alla Biblioteca teatrale del Burcardo in via del Sudario fu completamente ristrutturato negli anni 1990 e riaprì al pubblico nel 1998.
Nel febbraio 2017 la collezione teatrale di proprietà della Società Italiana degli Autori ed Editori è stata trasferita presso la Direzione Generale di SIAE in viale della Letteratura 30, all’EUR.
L'esposizione presenta una selezione fra i documenti e i cimeli più significativi provenienti dalle collezioni del Burcardo, che comprendono: un centinaio di dipinti, ritratti di personalità del teatro italiano e soggetti ispirati alla commedia dell'arte; una ricchissima collezione di incisioni e stampe, disegni, bozzetti di scene e costumi, caricature, bozzetti di manifesti ed illustrazioni; una raccolta di sculture (busti e statuine); una collezione di costumi, accessori ed oggetti di scena; una piccola collezione di burattini e marionette.
Il museo ha ospitato anche numerose mostre temporanee.

## La biblioteca
I fondi librari della biblioteca ammontano a circa 45.000 volumi, dalle edizioni cinquecentine alle pubblicazioni contemporanee: edizioni di opere teatrali di tutte le epoche, le nazioni e i generi, saggi critici e storie del teatro e dello spettacolo in tutte le sue forme, opere di consultazione e repertori, letteratura professionale biblioteconomica. Nel catalogo sono presenti circa 400 titoli di periodici, di cui circa 80 correnti. Ad essi si aggiunge una raccolta di circa 570 000 ritagli di stampa. Fanno parte delle raccolte della Biblioteca Teatrale oltre 2000 copioni e un migliaio di spartiti musicali.
Nel 2010 la Biblioteca Teatrale SIAE è entrata a far parte del Servizio Bibliotecario Nazionale, aderendo al Polo del Comune di Roma.
Oltre alle raccolte librarie, la Biblioteca Teatrale SIAE conserva altri consistenti fondi documentari: la raccolta di carteggi e documenti autografi (oltre 25 000 documenti), l'archivio fotografico (oltre 30 000 fotografie), il fondo di locandine e programmi di sala (oltre 100 000 documenti), l'archivio storico della SIAE (circa 2600 documenti).
Dal 1º settembre 2011 la sede della Biblioteca Teatrale è stata trasferita all'EUR, in Viale della Letteratura 24.